# Martine Bosman
Martine Bosman (Brussel·les, 1952), catedràtica d'investigació de l'Institut de Física d'Altes Energies (IFAE) a la Universitat Autònoma de Barcelona i presidenta del Consell de col·laboració internacional d'Atlas, un dels dos grans experiments del Gran Col·lisionador d'Hadrons (LHC) del CERN (Organització Europea per a la Investigació Nuclear) a Ginebra.
Doctora en física de partícules, Bosman ha desenvolupat una destacada carrera científica en l'àmbit de la Física d'Altes Energies: va ser investigadora del Max Planck Institut de Múnic, del SLAC National Accelerator Laboratory de Stanford (EUA) i del IFAE, on va ser investigadora principal del projecte Atlas entre 2004 i 2009, on controlava un projecte en què treballen 3.000 persones de tot el món.
Ha estat guardonada el 2015 amb la Medalla Narcís Monturiol i és membre des del 5 de maig de 2018 de la Reial Acadèmia de Ciències i Arts de Barcelona on ocupa la medalla de número 22.